# Campeonato Mundial de Rugby Juvenil 2025
El Campeonato Mundial de Rugby Juvenil 2025 fue la 15ª edición de la competencia, se llevó a cabo en Italia por tercera vez, desde el 29 de junio de 2025 hasta el 19 de julio de 2025.
El seleccionado de Inglaterra, campeona en 2024 en Sudáfrica, defendió su título mundial.

## Contexto y organización
El 14 de marzo de 2025, el comité directivo de World Rugby designó a Italia como país anfitrión de la edición 2025 del Campeonato Mundial Sub-20 de Rugby a XV.
Para esta 15ª edición, la fase de grupos se llevará a cabo en Calvisano, Rovigo, Verona y Viadana los 29 de junio de 2025, 04 de julio de 2025 y 09 de julio de 2025. Las fases finales comenzarán el 14 de julio de 2025, y la final se jugará el 19 de julio de 2025 en el Estadio Mario Battaglini de Rovigo.
Inglaterra ganó la edición anterior, derrotando a Francia 21 a 13 en la final.
Escocia fue promovida tras ganar la final del Trofeo Mundial de Rugby Juvenil 2024 contra Estados Unidos. Participa por primera vez en la competencia desde su descenso en el Campeonato Mundial de Rugby Juvenil 2019.

## Formato
Las doce selecciones participantes se distribuirán en tres grupos. Los tres primeros de cada grupo, así como el mejor segundo, avanzarán a las semifinales.

### Equipos clasificados
Doce selecciones nacionales, originarias de cuatro continentes – Europa, Sudamérica, África y Oceanía – están clasificadas para participar en el Campeonato Mundial Sub-20 de Rugby a XV en la categoría menor de 20 años0.
| América del Norte, Antillas y Caribe (Rugby Americas North) | Europa (Rugby Europe)                                                                     | Asia (Asia Rugby)       |
| ----------------------------------------------------------- | ----------------------------------------------------------------------------------------- | ----------------------- |
| -                                                           | Inglaterra (Campeón) Escocia España Francia Georgia Irlanda Italia (País anfitrión) Gales | -                       |
| Sudamérica (Sudamérica Rugby)                               | Inglaterra (Campeón) Escocia España Francia Georgia Irlanda Italia (País anfitrión) Gales | Oceanía (Oceania Rugby) |
| Argentina                                                   | Inglaterra (Campeón) Escocia España Francia Georgia Irlanda Italia (País anfitrión) Gales | Australia Nueva Zelanda |
| África (Rugby Afrique)                                      | Inglaterra (Campeón) Escocia España Francia Georgia Irlanda Italia (País anfitrión) Gales | Australia Nueva Zelanda |
| Sudáfrica                                                   | Inglaterra (Campeón) Escocia España Francia Georgia Irlanda Italia (País anfitrión) Gales | Australia Nueva Zelanda |

### Distribución de los grupos
Las doce selecciones nacionales Sub-20 clasificadas se dividirán en tres grupos según su clasificación en la edición anterior.
| Grupo A    | Grupo B   | Grupo C       |
| ---------- | --------- | ------------- |
| Inglaterra | Francia   | Nueva Zelanda |
| Australia  | Argentina | Italia        |
| Sudáfrica  | Gales     | Georgia       |
| Escocia    | España    | Irlanda       |

| Ciudad    | Estadio                  | Capacidad | Ubicación de los estadios de la competición                             |
| --------- | ------------------------ | --------- | ----------------------------------------------------------------------- |
| Calvisano | Estadio San Michele      | 5000      | San MicheleMario-BattagliniPayaniniLuigi-ZaffanellaSan Michele (Italia) |
| Rovigo    | Estadio Mario Battaglini | 5500      | San MicheleMario-BattagliniPayaniniLuigi-ZaffanellaSan Michele (Italia) |
| Verona    | Payanini Center          | 2500      | San MicheleMario-BattagliniPayaniniLuigi-ZaffanellaSan Michele (Italia) |
| Viadana   | Estadio Luigi Zaffanella | 6000      | San MicheleMario-BattagliniPayaniniLuigi-ZaffanellaSan Michele (Italia) |

## Resultados

### Fase de grupos
Durante la fase de grupos, la primera jornada está prevista para el 29 de junio, la segunda para el 4 de julio y la tercera para el 9 de julio.
 Los primeros de cada grupo y el mejor segundo se clasifican para las semifinales. Los dos segundos menos favorables y los dos terceros mejores participan en los partidos de clasificación para los puestos del 5 al 8. El tercer puesto menos favorable y todos los cuartos participan en los partidos de clasificación para los puestos del 9 al 12.

## Desarrollo
|  | Clasificado a las semifinales.              |
|  | Clasificado a la disputa por el 5to puesto. |
|  | Relegado a la disputa por el 9no puesto.    |

### Grupo A
| Pos. | Equipo     | Encuentros | Encuentros | Encuentros | Encuentros | Tantos  | Tantos    | Tantos     | Puntos Bonus | Puntos Totales |
| Pos. | Equipo     | jugados    | ganados    | empatados  | perdidos   | a favor | en contra | diferencia | Puntos Bonus | Puntos Totales |
| ---- | ---------- | ---------- | ---------- | ---------- | ---------- | ------- | --------- | ---------- | ------------ | -------------- |
| 1    | Sudáfrica  | 3          | 3          | 0          | 0          | 178     | 53        | +125       | 3            | 15             |
| 2    | Inglaterra | 3          | 2          | 0          | 1          | 114     | 84        | +30        | 2            | 10             |
| 3    | Australia  | 3          | 1          | 0          | 2          | 84      | 133       | -49        | 3            | 7              |
| 4    | Escocia    | 3          | 0          | 0          | 3          | 57      | 163       | -106       | 1            | 1              |

#### Primera fecha
| 29 de junio | Inglaterra | 56 - 19 | Escocia |  |  |

| 29 de junio | Australia | 17 - 73 | Sudáfrica |  |  |

#### Segunda fecha
| 4 de julio | Australia | 34 - 24 | Escocia |  |  |

| 4 de julio | Inglaterra | 22 - 32 | Sudáfrica |  |  |

#### Tercera fecha
| 9 de julio | Sudáfrica | 73 - 14 | Escocia |  |  |

| 9 de julio | Inglaterra | 36 - 33 | Australia |  |  |

### Grupo B
| Pos. | Equipo    | Encuentros | Encuentros | Encuentros | Encuentros | Tantos  | Tantos    | Tantos     | Puntos Bonus | Puntos Totales |
| Pos. | Equipo    | jugados    | ganados    | empatados  | perdidos   | a favor | en contra | diferencia | Puntos Bonus | Puntos Totales |
| ---- | --------- | ---------- | ---------- | ---------- | ---------- | ------- | --------- | ---------- | ------------ | -------------- |
| 1    | Francia   | 3          | 3          | 0          | 0          | 136     | 58        | +78        | 3            | 15             |
| 2    | Argentina | 3          | 2          | 0          | 1          | 93      | 109       | -16        | 3            | 11             |
| 3    | Gales     | 3          | 1          | 0          | 2          | 83      | 94        | -11        | 2            | 6              |
| 4    | España    | 3          | 0          | 0          | 3          | 66      | 117       | -51        | 2            | 2              |

#### Primera fecha
| 29 de junio | Francia | 49 - 11 | España |  |  |

| 29 de junio | Argentina | 34 - 27 | Gales |  |  |

#### Segunda fecha
| 4 de julio | Francia | 35 - 21 | Gales |  |  |

| 4 de julio | Argentina | 33 - 30 | España |  |  |

#### Tercera fecha
| 9 de julio | Gales | 35 - 25 | España |  |  |

| 9 de julio | Francia | 52 - 26 | Argentina |  |  |

### Grupo C
| Pos. | Equipo        | Encuentros | Encuentros | Encuentros | Encuentros | Tantos  | Tantos    | Tantos     | Puntos Bonus | Puntos Totales |
| Pos. | Equipo        | jugados    | ganados    | empatados  | perdidos   | a favor | en contra | diferencia | Puntos Bonus | Puntos Totales |
| ---- | ------------- | ---------- | ---------- | ---------- | ---------- | ------- | --------- | ---------- | ------------ | -------------- |
| 1    | Nueva Zelanda | 3          | 3          | 0          | 0          | 121     | 46        | +75        | 2            | 14             |
| 2    | Italia        | 3          | 1          | 1          | 1          | 42      | 49        | -7         | 0            | 6              |
| 3    | Irlanda       | 3          | 1          | 0          | 2          | 73      | 115       | -42        | 2            | 6              |
| 4    | Georgia       | 3          | 0          | 1          | 2          | 66      | 92        | -26        | 2            | 4              |

#### Primera fecha
| 29 de junio | Irlanda | 35 - 28 | Georgia |  |  |

| 29 de junio | Nueva Zelanda | 14 - 5 | Italia |  |  |

#### Segunda fecha
| 4 de julio | Nueva Zelanda | 38 - 19 | Georgia |  |  |

| 4 de julio | Irlanda | 16 - 18 | Italia |  |  |

#### Tercera fecha
| 9 de julio | Nueva Zelanda | 69 - 22 | Irlanda |  |  |

| 9 de julio | Georgia | 19 - 19 | Italia |  |  |

## Segunda fase

### Clasificación del 9° al 12° puesto

#### Clasificación
| 14 de julio | Georgia | 43 - 12 | España |  |  |

| 14 de julio | Irlanda | 21 - 22 | Escocia |  |  |

#### Undécimo lugar
| 19 de julio | Irlanda | 38 - 37 | España |  |  |

#### Noveno lugar
| 19 de julio | Georgia | 22 - 7 | Escocia |  |  |

### Clasificación del 5° al 8° puesto

#### Clasificación
| 14 de julio | Inglaterra | 51 - 13 | Gales |  |  |

| 14 de julio | Italia | 21 - 44 | Australia |  |  |

#### Séptimo lugar
| 19 de julio | Italia | 31 - 23 | Gales |  |  |

#### Quinto lugar
| 19 de julio | Australia | 68 - 40 | Inglaterra |  |  |

### Fase final

#### Semifinales
| 14 de julio | Francia | 26 - 34 | Nueva Zelanda |  |  |

| 14 de julio | Sudáfrica | 48 - 24 | Argentina |  |  |

#### Tercer lugar
| 19 de julio | Francia | 35 - 38 | Argentina |  |  |

#### Final
| 19 de julio | Nueva Zelanda | 15 - 23 | Sudáfrica |  |  |

| Bandera de Sudáfrica |
| Campeón Sudáfrica    |
| Segundo título       |